# Kék tarisznyarák
A kék tarisznyarák (Callinectes sapidus) az ízeltlábúak közé tartozó tízlábú rákok egyik faja.

## Előfordulása
Az Atlanti-óceán amerikai partjainál, Massachusettstől, Floridán keresztül a Bahamákig és Argentínai parti sávokig volt honos eredetileg, de elterjedt Európában és Ázsiában is. Természetes élőhelyei az öblök és tortollatok 120 méteres mélységig.

## Megjelenése
Testhossza 120-170 milliméter. Általában 3-4 évig élnek, színük változó, előfordul az olajzöld és a barnás árnyalat is. 
|  |